# Elezioni parlamentari in Norvegia del 1894
Le elezioni parlamentari in Norvegia del 1894 si tennero tra l'11 agosto e il 23 novembre. Hanno visto la vittoria del Partito Liberale con 63 seggi su 114. Il Partito Laburista Norvegese fece la sua prima apparizione nella competizione elettorale, non conquistando però nessun seggio. 

## Risultati
| Partito Liberale                                 | 83 165  | 50,36 | 59  |  |  |  |
| Partito Conservatore - Partito Liberale Moderato | 81 462  | 49,33 | 40  |  |  |  |
| Partito Laburista Norvegese                      | 520     | 0,31  | –   |  |  |  |
| Totale                                           | 165 147 | 100   | 114 |  |  |  |
|                                                  |         |       |     |  |  |  |
| Voti non validi                                  | 852     | 0,51  |     |  |  |  |
| Votanti                                          | 165 999 |       |     |  |  |  |